# Митрополитскa саборна црква Свете равноапостолне Марије Магдалене у Варшави
Митрополитска саборна црква Свете равноапостолне Марије Магдалене (пољ. Sobór metropolitalny Świętej Równej Apostołom Marii Magdaleny) је православна црква у Варшави, подигнута у другој половини деветнаестог века, за потребе растуће руске заједнице која се насељава на подручју Праг-Север, као и да појача присуство руске архитектуре у зградама у Варшави подизањем још једне грађевине у византијско-руском стилу на важној тачки у граду. Након акције реституције православних цркава у Другој пољској републици, она је постала једна од две самостојеће православне цркве у Варшави које нису уништене нити адаптиране за друге намене. Од 1921. године има статус митрополитског савета. Главна је црква Пољске православне цркве, што значи да ту службу обављају митрополије Варшавске и целе Пољске (од 1998. митрополит Сава). Цррква је уједно и црква Варшавско-белске епархије и седиште парохије Св. Марије Магдалене (у Варшавском деканату).
Храм је уписан у регистар споменика 1. јула 1965. године под бројем 741.

## Историја

### Околности настанка
Озбиљни развој Варшавске Праге, који се догодио у другој половини деветнаестог века, у комбинацији са општим развојем значаја Варшаве, подстакао је хиљаде људи да се у овом периоду трајно населе у овом округу. Већина пристиглих били су Руси и православни Јевреји. Ову религију су исповедали и војници два руска гарнизона смештена у Праги. Укупно, у скали целог Прага, православци су чинили десетак процената свих становника. Ови људи су били приморани да користе цркве на левој обали Висле, па су због тога више пута тражили од епископа Варшаве и Јоаникија Новогиеоргјевског да саграде нови храм. У новембру 1865. добио је сагласност гувернера Конгресне Пољске Фјодора Берга за формирање одбора за надзор изградње храма. Две године касније, епископ је најавио почетак припремних радова.
У Грађевински одбор Цркве били су кнез Владимир Черкаски и генерал Евгени Рознов, за које је изградња цркве у Праги била уједно и одговор на стварне потребе становништва и прилика да се подигну још један објекат у стратешку тачку у граду (насупрот железничке станице Вилњус) Варшави која припада Руској империји. Према Рожниву, црква је требало да буде још једно средство за учвршћивање и русинског имена и русинске националности. По завршетку изградње, генерал Рожнов и пуковник Палицин задужени за радове добили су државна одликовања.
Због стратешког карактера изградње цркве, архитекта Светог Синода Николај Сичев је 1867. године поднео готов пројекат и трошковник. Она је подразумевала изградњу једнокуполне цркве без звоника, чија је укупна цена требало да буде 122.000 рубља. Међутим, Петербуршки комитет за црквено грађење, који је дао своје мишљење о пријави, увео је значајне модификације, наредивши да црква личи на кијевске цркве, што је требало да нагласи однос између Православне цркве у Пољској и Кијевске митрополије и противречи тврдњама о његовом страном пореклу и вештачком увођењу. Наручен је и звоник, чиме је укупни трошак повећан на 140.000 рубља. Одбор за изградњу цркве, желећи да добије државна средства за инвестицију, одобрио је амандмане и наложио да се храм подигне на плану грчког крста и покрије са пет купола груписаних око највеће, централне. Након промена у пројекту, зграда је имала површину од 776 квадратних метара и била је припремљена за истовремено учешће 800-1000 људи у служби.

### Конструкција
Камен темељац за изградњу цркве положен је 14. јуна 1867. године, али је пре почетка саме фазе подизања храма било потребно стабилизовати мочварно тло. Упркос овим почетним кашњењима, зграда је била готова у стању граната до краја 1868. године, а унутрашња декорација је завршена у наредних шест месеци. Грађевинске радове је надгледао инжењерски пуковник Палицин. На тај начин је настала прва потпуно самостална православна црква у Варшави – друге, као што је црква Свете Тројице у Подвале, биле су кућне цркве без јасних обележја источњачке сакралне архитектуре, или попут цркве иконе Госпе од Влођимије у Вола, налазили су се у објектима преузетим из Римокатоличке цркве, или су били део већих архитектонских комплекса, што је за њихове творце представљало природно ограничење (нпр. Црква Светог Александра Невског у Варшавској цитадели). На изградњи цркве су радили само руски уметници.
Освећење храма било је повезано са свечаним литијама православног свештенства који ради у Варшави, који је кренуо у девет ујутру уз звук звона са Саборне цркве Свете Тројице у улици Длуга. Поворку је дочекао Епископ Јоаникјуш, који је око десет часова започео обред, а потом одслужио Свету Литургију и благодарност.

### Функционисање цркве до Првог светског рата
Црква Св. Марије Магдалене до краја Првог светског рата била је само парохијска црква. Упркос томе, руске власти су се према његовој изградњи и одржавању односиле веома престижно због локације објекта. Chołmsko-Warszawskij Jeparchial'nyj Wiestnik, званично тело за штампу епархије Хелмско-Варшавске, писао је 1895. године:
„На путу од железничке станице до Варшаве, [Руси] наиђу на прелеп храм, наравно православни (...). Изглед овог храма утиче на њихова осећања и тера (...) да забораве на тужну судбину Руса у овој земљи. Звук руског звона замагљује у њиховим душама мисао о Пољској као месту где је проливено много руске крви.”
Због посебног значаја цркве, већ 1895. године започета је њена генерална обнова, за шта је архиепископ Флавијан (Хородецки) тражио писмом обертужиоцу Светог синода Константина Побједоносцева. Он је тврдио да је црква у лошем техничком стању и да може оставити негативан утисак у поређењу са оближњом римокатоличком црквом Св. Михаила и Св. Флоријана, који је још у изградњи. Архиепископ је указао и на чињеницу да је црква често изазивала живо интересовање код страних гостију Варшаве. Обновом је руководио Владимир Покровски, који је био главни архитекта епархије. Ојачао је пресвлаке од растреситог малтера, очистио зидове од дима свећа и побољшао стање злата купола и иконостаса. Након завршених радова, 8. септембра 1895. године зграда је поново освећена.

### Међуратни период и Други светски рат
Године 1921. подигнута црква Св. Марије Магдалене је преименована у митрополитски савет, постајући његов најважнији храм након што је Пољска православна црква добила аутокефалност. Управо је на сабору објављена одлука о признању Цркве у Пољској као аутокефалне православне цркве, садржана у тому цариградског патријарха. То се догодило 17. септембра 1925. године. Одлука о подизању цркве Св. Марије Магдалене на ранг саборног храма био је повезан са напретком опоравка православних цркава – у главном граду Пољске остале су само две православне цркве. Други су враћени власницима пре поделе (ово се тицало католичких цркава које је царски режим конфисковао), пребачени у друге вероисповести или срушени.
Планови рушења постојали су и у погледу већа; Локалне власти су коначно одустале од тога 1926. У знак сећања на ову одлуку, у храм је постављена Ченстоховска икона Мајке Божије, слика коју су посебно поштовали пољски католици. Године 1928. подигнут је други храм у подруму цркве, капела Страдања, која је примила део спашене опреме из демонтираног Св. Александра Невског. Раније, 1925. године, почела је генерална обнова катедрале. Због недостатка новца, морао је бити прекинут након што су обављени само радови на спољашњој страни зграде. Тек 1930. године било је могуће започети реновирање унутрашњости, посебно чишћење фресака. Комисија за обнову на челу са епископом Савом (Совјетима) наложила је и обнову иконостаса Св. Јоба Поцзајовског и поправку електричног система.
Током Другог светског рата црква није претрпела веће губитке. Године 1939. експлозија ваздушне бомбе у близини катедрале изазвала је мања оштећења на крову пролаза.
У августу 1944. године храм је био место концентрације становника Прага расељених од Немаца на леву обалу Висле.
У јесен 1944. године, након што су Немци пуцали на Праг, један од пројектила је погодио највећу куполу, узрокујући да се њен кров сруши. Настали губици су привремено поправљени 1945. У годинама 1952–1953 извршена је велика обнова. Спонтана реакција Пражана спасила га је 1944. године од великог пожара и уништења цркве. И Немци су 1944. тражили да им се врате црквена звона да би се користила као пројектили. Звона су сечена пре уклањања, а затим спуштена у деловима. Испоставило се, међутим, да су Немци погрешно проценили од које су легуре направљена звона и да нису погодна за претапање. Оштећена звона су заварена и постављена поред улаза у катедралу. Прилозима верника 1947. године купљено је ново звоно за цркву. Неколико молби жупника о. Јан Коваленка Министарству јавне управе, резултирало је доделом још пет звона из складишта у Гдањску 1951. године.

### У Народној Републици Пољској
Одмах после рата саборско свештенство је планирало да га обнови. Међутим, то је онемогућено недостатком средстава и смањењем броја парохијана, што није дало никакве шансе да се организује ефикасно прикупљање добровољних прилога за ову намену. Само у годинама 1955–1957, око 90% из средстава Градског конзерватора, Друштвеног фонда за обнову града Варшаве и Црквеног фонда, обновљене су степенице, катедрала је ограђена плочама и новим улазом, подигнута је капија. Међутим, због недостатка средстава, нису предузети радови на рестаурацији фресака оштећених влагом. Приликом обнове парохија је више пута тужила своје извођаче, јер је купљени материјал бачен током рестаураторских радова.
Иницијатор накнадних радова на обнови био је митрополит варшавски и целе Пољске Стефан (Рудик). Изабрао га је 1966. године Ремонтни комитет са Атаназим Семениук, на челу, затражио је следеће године суфинансирање пројекта из јавних средстава. Власти Народне Републике Пољске су заправо издвојиле милион злота за ову намену, али због огромних губитака које је унутрашњост већа претрпела због нередовне конзервације, Комитет је тражио и друге изворе подршке, такође у иностранству. Лоше стање фресака довело је до тога да је Уметничко-богословска комисија, у сарадњи са Одбором, чак размишљала о изради потпуно нове сликарске декорације у унутрашњости. Познат је нереализован дизајн овог украса. Претпостављало се да од првобитног распореда фресака у олтарској просторији остане само композиција Тајне вечере. Поред ње је требало да буде постављена Христова слика у Гетсиманском врту, а изнад ње фреска Оранта. На бочним зидовима саборног храма било је предвиђено да се направе ликови Света Три Јерарха, Св. Стефана и ктитора варшавских митрополита: светих Ђорђа, Дионисија, Тимотеја и Макарија. Изнад улаза у сабор требало је да буде композиција која приказује рођење Христово, а изнад иконостаса - Христа Спаситеља. Пројекат није приказао употребу целе површине саборских зидова, остављајући неке њихове делове на вољу уметника, али им је препоручено да уведу слике изабраних светаца и сцене које приказују 12 великих празника православне цркве. Предложено је и постављање информативних табли о историји цркве у припрати. Комисија за поправку расписала је конкурс за реализацију пројекта, али је ту иницијативу блокирала Конзерваторска канцеларија, наложивши - уместо предложених измена - тачну реконструкцију фресака из првих година постојања Саборне цркве. Радове су водили Тадеуш Романовски и Ришард Белецки, а представник Цркве који је надгледао радове био је игуман Сава (Хрицуниак). У овој фази реновирања замењена је и електроинсталација и постављено озвучење. Године 1965. катедрала је уписана у регистар споменика. За време рада у храму није било служби. Верни народ се молио у доњој капели или у приватној капели Митрополита варшавског, посвећено Св. Михаилу.
У оквиру мањих радова унутар катедрале, Адам Сталони-Добрзански је направио нови витраж који приказује сусрет Христа и Марије Магдалене, а 1980. поново је замењен кров. Вероватно је и у овом периоду са фасаде коначно уклоњена спољна сликарска декорација, чије постојање се помиње у извештајима о обнови из 1968. године.

### У трећој Пољској републици
Године 1996. нови парох Јан Сезонов, предузео је темељну обнову доње капеле.
Нову обнову започео је варшавски митрополит Сава (Хрицуниак), након што је преузео ову функцију. После 1998. године замењен је под у Саборној цркви, замењена је дрвена ПВЦ столарија, замењене су електро инсталације и улазне степенице. Године 1999. постављене су нове заштите од акумулације подземних вода. Почетком 21. века извршена је још једна обнова фресака, које се показало у горем стању од очекиваног. Због тога су неки елементи – на пример, речи молитве Оче наш уписане у бубањ главне куполе – морали бити префарбани. Побољшана је и позлата китова и крстова на куполама.
Од деведесетих година 20. века, испред олтара Св. Јоб Поцзајовског, служене су службе Варшавске православне војне парохије. Од 2018. године прослављају се у новоотвореном храму Св. Јерза Победника.

## Архитектура
Зграда је грађена на грчком крсту, оријентисана је, покривена четвороводним кровом. Црква има пет купола од лука са православним крстовима на осмоугаоним бубњевима. Бочни бубњеви такође функционишу као звоник са десет звона ливених у Вестфалији. Сви прозори у згради су полукружни, украшени стубовима и флоралним мотивима. Штавише, бубњеви, испод нивоа крова, украшени су низовима магарећих лукова. Првобитно на западном зиду цркве, у Тонди, налазила се композиција Виноградова која приказује Христа Пантократора окруженог светим Ћирилом и Методијем. Исти уметник је на источном зиду насликао Оранту са светима Антонијем и Теодосијем Печерским, на северном зиду слику Богородице према Казанској икони Богородице, ликове мученика Св. Катарине и Св. Александра, а на југу – икону Свете Јелене и Олге. Све ове слике су постепено деградиране и нису преживеле до данас.
Главни улаз у цркву налазио се са западне стране и затворен је полукружним портиком са дуплим полустубовима на постољима. Изнад трема се налази рачвасти прозор са украсном бордуром, испод којег се налазе три празне тонде. Цела западна фасада понавља облик портика. Улаз у доњу цркву, која се налази испод нивоа главне цркве, налази се на јужној страни. Са истока црква има апсиду са низом полукружних прозора. У њеној ниши налази се лик црквеног патрона.

### Ентеријер

#### Фреске
До краја деветнаестог века настављени су радови на даљем уређењу унутрашњости храма. Комплет од 27 фресака урадио је Сергеј Виноградов: урадио је слике Богородице, Мојсија, Илије, Давида, Исака, јеванђелиста на своду и украсни запис текста Оче наш. На бочним зидовима цркве исти уметник је насликао ликове Константина Великог и Св. Владимир, као и апостоли Јаков, Филип, Вартоломеј, Тома, Симон и Јуда Тадеј, свети Василије Велики, Јован Златоусти, Николај Чудотворац, Григорије Нови Богослов, Сергије Радоњешки и свети митрополити московски Алексије, Јона и Петар . У олтарској просторији налази се фреска Васиљева Тајна вечера и лик Бога Оца истог сликара. Изнад улазних врата, споља, налази се фреска са ликом Богородице у варијанти „Знамење“, а изнад прозора ликови св. Вłодзимиерз и Ст. Константин Велики.
Расподела слика светаца требало је да одражава њихов значај у историји спасења. Ликови старозаветних пророка, у складу са византијском традицијом, били су смештени на унутрашњој страни главног бубња, што је требало да укаже на њихово посредовање између земље и небеске сфере. С друге стране, ликови светаца везани за историју Рутеније и Русије требало је да подсећају на статус православља као државне вере у тој земљи.

#### Иконостаси
Изградња троредног иконостаса коштала је шест хиљада рубаља, за који је иконе (свака висока више од два метра) написао Василије Васиљев. Централна тачка најнижег реда је отворена царска капија са иконама Благовести и јеванђелиста. Са обе стране порте традиционално су постављене фигуре Христа и Богородице. На левој страни царске капије су иконе пророка Јелисеја и св. Влодзимиерза, десно - Св. Стефана и Марије Магдалене. Други ред (с лева на десно) чине иконе Успења Богородице, Рођења Богородице, Тајне вечере, Крштења Господњег и Рођења Христовог. У горњем реду је икона Свете Тројице, Васкрсења и Вазнесења Господњег.
Године 1892. постављен је бочни иконостас испред олтара Св. Јоба Поцзајовског. Двострука је и садржи слике Христа, Богородице, Архангела Гаврила и Св. Јова Почајовског у доњем реду и иконе Тајне вечере у горњем реду. Царске порте садрже исте иконе као и порте главног иконостаса. Према подацима из православне штампе с краја 19. века објављеним у Варшави, овај иконостас се првобитно налазио у цркви Св. Татјана Римска.
Године 1926. на левој страни испред иконостаса постављен је кивот са Ченстоховском иконом Богородице. Био је то заветни принос за спас храма од уништења.

#### Остали предмети
У цркви су биле и две каљеве пећи, које су биле задужене за грејање зграде. Првобитни планови подразумевали су постављање савременог гасног осветљења, без преседана у црквама, против чега је, међутим, протестовао архиепископ Јоаникије, захтевајући традиционалну употребу воштаних свећа. Како је тврдио архиепископ, восак омекшава ватром, што подсећа човека да задржи своје срце мекшим у светлу Христовог учења.
Поред икона које се налазе у иконостасима, црква је имала и слике светаца одвојено постављене у Кјоту. Представе св. Александра Невског и Вазнесења Господњег, који су се налазили са обе стране главног иконостаса. Ове иконе је 1869. године основала команда окружних трупа Варшаве у знак захвалности за спасење живота цара Александра II од другог покушаја атентата. Године 1890. на десној страни иконостаса налазила се копија Почајевске иконе Богородице. Цркви ју је поклонио архимандрит Макарије, светогорски монах, а 1915. године, током изгнанства, однета је у Русију. Садашња слика је копија коју је касније направио архимадрит Пајуш, фратар Почајевске лавре. Катедрала има укупно 15 слика светаца постављених у позлаћене кивоте. То су (помињући са северног зида) иконе Св. Андреј, Св. Александра, Св. Сергије Радоњешког, Христос благосиља децу, Вазнесење, Св. Александар Невски, Св. Никола, Св. Серафима Саровског, Почајевске иконе Богородице, Св. Пантелејмон, Св. Теодосије Чернихивски. С друге стране, иконе Св. Стефан архиђакон, Св. Антонија Печерског, Св. Јелисавете и Св. Митрофан. У деветнаестом веку, такође у Почајевској лаври, настала су два црквена знамења која представљају Васкрсење Господње и покровитеља цркве, а Покров и Св. Јоб Поцзајовски.

### Доња капела
Капела Страдања је уређена у подруму храма 1928. Изгледала је другачије него данас, имала је веома скроман иконостас, пролази су били ужи, а зидови нису били украшени фрескама. Септембра 1939. године, капелу су локални становници користили као склониште од ваздушних напада.
Данашњи изглед капела је добила у другој половини 1990-их. Током овог периода, Лидија и Сотирис Пантопулос су ту наступали. Бочни зидови су померени ближе темељима, повећавајући површину капеле и дајући јој облик крста. У десном наосу налазе се фрагменти мозаика Светог Причешћа апостола Виктора Васњеца из цркве Св. Александра Невског, коју је парохија добила 1985. године од Народног музеја у Варшави. Од мозаика, који је доњи део триптиха са олтарске апсиде сабора, сачуване су само главе Христа и 12 апостола. Након чишћења, монтирани су у посебне рамове, стварајући полукружну галерију.
Симболична Голгота се налази у задњем делу капеле. Изведени су и радови на иконостасу, рамови икона су позлаћени и између њих постављени су елементи резаног малахитног стуба из катедрале на Сашком тргу, који је поклонио Народни музеј са мозаицима.
Главна икона доње цркве је копија Иверске иконе Богородице, коју су 1904. године поклонили атоски монаси. Овде је премештена из горње цркве и постављена у украсни комплет на левој страни испред иконостаса. На другој страни налази се икона ктитора доњег храма – Св. Дионисија Ареопагита, поклон из 1933. године митрополиту Дионисију од свештенства Епархије волињске.

## Остале информације
Црква Св. Марије Магдалене је била узор за цркву Светих Ћирила и Методија у Ченстохови (данас црква Светог Јакова) подигнуту 1870-их. Византијске куполе бивше православне цркве у Ченстохови уклоњене су 1948. године.
У храму су се 1. јуна 1930. венчали Константи Илдефонс Гашињски и Наталија Авалов. Сведоци на њиховом венчању били су Станислав Мариа Салински и Станислав Доброволски.

## Црква Св. Арханђела Михаила
У близини саборног храма, у Дому православне митрополије налази се црква посвећена Св. Архангелу Михаилу, пуштена у употребу 1999. Капела је под директном управом митрополијом Пољске православне цркве.